# Uovo di ghiaccio Nobel
L'Uovo di ghiaccio Nobel, (pronuncia: [nobél]) a volte indicato anche come l'Uovo fiocco di neve, è un uovo di Pasqua ingioiellato e smaltato fabbricato tra il 1913 ed il 1914 nei laboratori che lavoravano per il gioielliere russo Peter Carl Fabergé, della Fabergé, per Emanuel Nobel.

## Proprietari
Il russo-svedese Emanuel Nobel, una delle figure di spicco dell'industria del petrolio in quel tempo, nipote del fondatore del Premio Nobel, era uno dei migliori clienti di Fabergé; Franz Birbaum, capomastro della Fabergé, ricorda che 
"era così generoso con i suoi regali che a volte sembrava che questa fosse la sua principale occupazione e delizia. 
Sue ordinazioni erano costantemente in lavorazione nei laboratori e di tanto in tanto veniva a dare un'occhiata. Spesso decideva a chi dare il regalo solo quando il lavoro era finito."
Dopo la rivoluzione russa, l'uovo fu venduto al commerciante parigino A. A. Anatra, che poi lo vendette a Jacques Zolotnitzky, di A la Vieille Russie, a Parigi; in seguito venne acquistato da un collezionista nordamericano.
Riapparve nel 1994, quando fu venduto da Christie's, a Ginevra, per diverse centinaia di migliaia di dollari; nel 1998 fu acquistato dalla Forbes Magazine Collection, venduto privatamente tra il 1998 e il 2004 ad un acquirente anonimo, dal 2010 è esposto nello Houston Museum of Natural Science con la Arthur and Dorothy McFerrin Foundation Collection.

## Descrizione
Il fondo color perla del guscio è ricoperto di smalto bianco a strati alternati trasparenti e opachi ognuno dipinto e inciso separatamente per assomigliare a brina gelata, il risultato è la glaciale opalescenza di un mattino d'inverno.
L'uovo, privo di supporto, giace su un fianco e si apre a metà lungo il perimetro maggiore, sui bordi c'è una fila di perline.
Non ha il fascino e il realismo dell'Uovo dell'inverno del quale condivide però l'ispirazione e la tecnica nell'esecuzione dei cardini all'interno dei bordi scalettati.
È stato disegnato da Alma Theresia Pihl.

### Sorpresa
All'interno si trova un pendente orologio, il quadrante è in parte nascosto da decorazioni a forma di cristalli di ghiaccio poste sulla cassa, fatta di cristallo di rocca opalescente.